# Afrikanische Trypanosomiasis
Die Afrikanische Trypanosomiasis ist eine durch Unterarten von Trypanosoma brucei ausgelöste Tropenerkrankung, die auch als (Afrikanische) Schlafkrankheit bezeichnet wird. Sie kommt in den tropischen Gebieten Afrikas vor und wird von der Tsetsefliege übertragen, verursacht durch die in ihr lebenden Protozoen. Die Erkrankung verläuft in drei Stadien und wird meist chronisch: Einige Wochen nach der Infektion kommt es zu Fieber, Schüttelfrost, Ödemen, Lymphknotenschwellung sowie Hautausschlag und Juckreiz. Im zweiten Stadium nach einigen Monaten stehen Symptome des Nervensystems im Vordergrund: Verwirrtheit, Koordinations- und Schlafstörungen sowie Krampfanfälle. Im Endstadium fällt der Patient in einen schläfrigen Dämmerzustand (Schlafsucht), der der Krankheit ihren Namen gegeben hat. Der Nachweis der Erreger erfolgt mikroskopisch im Blut oder dem Liquor cerebrospinalis sowie mit immunologischen Methoden. Zur Behandlung stehen mehrere Wirkstoffe zur Verfügung.

## Erreger

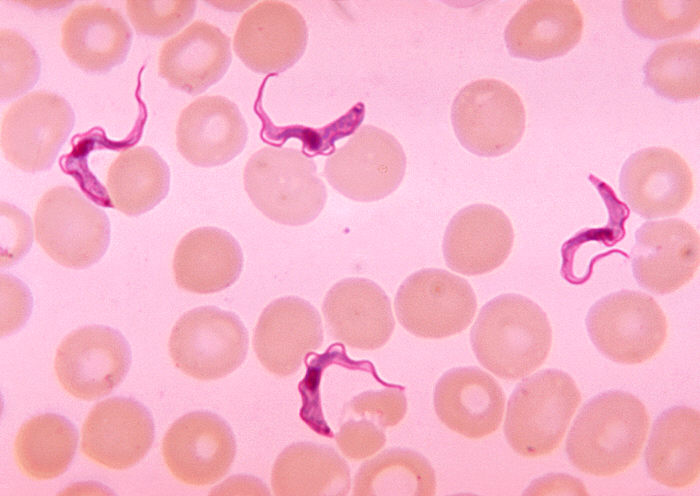
Trypanosoma sp.

Die Schlafkrankheit wird durch humanpathogene Einzeller (Protozoen) aus der Gruppe der Trypanosomen hervorgerufen. Man unterscheidet zwei Erregertypen:
- Trypanosoma brucei gambiense   (Erreger der Westafrikanischen Schlafkrankheit)
- Trypanosoma brucei rhodesiense (Erreger der Ostafrikanischen Schlafkrankheit)

Das Erbgut von Trypanosoma brucei wurde 2005 sequenziert.

## Übertragung

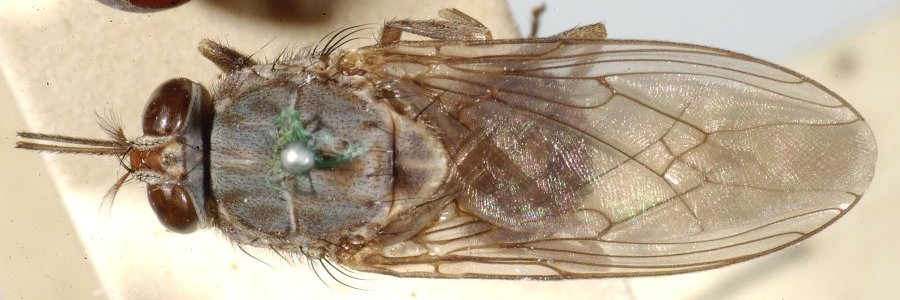
Tsetsefliege

Als Erregerreservoir der Trypanosomen dienen unter anderem Menschen, Rinder und Antilopen. Anders als bei Malaria sind die Überträger der Schlafkrankheit tagaktive, stechende und blutsaugende Tsetsefliegen. Sie kommen im tropischen Afrika vorwiegend in Feuchtgebieten (Flussläufe, Sümpfe), aber auch in trockenen Savannenlandschaften (z. B. Kalahari) vor. Ihr Stich ist sehr schmerzhaft und kann auch durch Bekleidung hindurch erfolgen. Mehrere Tausend Erreger der Schlafkrankheit gelangen pro Stich mit dem Fliegenspeichel in den Stichkanal. Der Speichel wird von der Fliege abgesondert, um Gerinnungsprozesse zu verhindern. Ein einziges übertragenes Trypanosom kann ausreichen, um die Krankheit auszulösen. Bremsen und Stechfliegen könnten (in besonderen Fällen) möglicherweise eine Rolle durch mechanische Übertragung spielen.

## Infektionsrisiko
Nicht alle Tsetsefliegen sind Trypanosomen-Überträger, sodass nicht jeder Stich zwangsläufig zu einer Infektion führt. Das Infektionsrisiko bei einem Stich ist regional sehr unterschiedlich und liegt durchschnittlich in der Größenordnung von 1 %, denn auch die Durchseuchungsrate der Tsetsefliege variiert stark. Das Risiko steigt also mit der Zahl der Stiche. Die Infektion trifft überwiegend die einheimische Bevölkerung, seltener Touristen.

## Epidemiologie
Die Schlafkrankheit kommt mit einem schwer erfassbaren regionalen Verteilungsmuster im gesamten Tropengürtel Afrikas vor. Insgesamt sind nach Schätzungen der WHO mehr als 500.000 Menschen von der Schlafkrankheit betroffen. Durch die instabile politische Situation in vielen Regionen und daraus resultierende Flüchtlingsbewegungen hat die Erkrankungsrate in den letzten Jahren zugenommen.
Das Parasitenreservoir von T.b. gambiense besteht nach Dönges (1988) hauptsächlich aus den infizierten, eventuell auch nur latent infizierten Menschen, einigen Haustieren, besonders dem Hausschwein (auch bei Desowitz (1981)) und der Riesenhamsterratte Cricetomys gambianus (Langschwanzmäuse). Piekarski (1962) nennt die Antilope unter den Wildtieren. Oft wird T.b. gambiense während des 1. Stadiums im Menschen nicht diagnostiziert und es folgt (oft erst nach Jahren) das schwerer zu behandelnde 2. Stadium.
T.b. rhodesiense fand sich weiterhin am häufigsten bei der Schirrantilope, gefolgt von dem Hausrind, der Kuhantilope, dem Afrikanischen Büffel, der Fleckenhyäne und dem Löwen (Dönges). In begrenzterem Umfang als bei T.b. gambiense ist auch hier der erkrankte Mensch ein Erregerreservoir. Piekarski nennt für beide Trypanosomenunterarten noch Ziegen und Schafe.
Welche Tierarten bei der Übertragung auf den Menschen die bedeutendste Rolle spielen, ist nicht abschließend geklärt, da ein kompliziertes Geflecht von anderen epidemiologischen Parametern beachtet werden muss (z. B. 31 Tsetse-Arten mit Vorlieben für bestimmte Wirtstiere, sowie Regenzeiten, soziale Faktoren, unterschiedliche Erregerstämme etc.). Das Infektionsrisiko ist deswegen lokal und regional sehr unterschiedlich. Die Parasitenreservoire sind zum großen Teil auch für jene Trypanosomen relevant, die bei afrikanischen Haus- und Nutztieren die sog. Nagana verursachen.

## Neu berichtete Fälle (1990 bis 2022)
| Trypanosoma brucei gambiense   | 1990    | 1991    | 1992    | 1993    | 1994    | 1995    | 1996    | 1997    | 1998    | 1999    | 2000    | 2001    | 2002    | 2003    | 2004    | 2005    | 2006    | 2007    | 2008    | 2009    | 2010    | 2011    | 2012    | 2013    | 2014    | 2015    | 2016    | 2017    | 2018    | 2019    | 2020    | 2021    | 2022    |
| ------------------------------ | ------- | ------- | ------- | ------- | ------- | ------- | ------- | ------- | ------- | ------- | ------- | ------- | ------- | ------- | ------- | ------- | ------- | ------- | ------- | ------- | ------- | ------- | ------- | ------- | ------- | ------- | ------- | ------- | ------- | ------- | ------- | ------- | ------- |
| Angola                         | 1498    | 2094    | 2406    | 1796    | 1274    | 2441    | 6726    | 8275    | 6610    | 5351    | 4546    | 4577    | 3621    | 3115    | 2280    | 1727    | 1105    | 648     | 517     | 247     | 211     | 154     | 70      | 69      | 36      | 35      | 19      | 18      | 79      | 30      | 33      | 174     | 44      |
| Benin                          | 0       | 0       | 2       | 1       | 0       | 0       | 0       | 0       | 0       | 20      | 0       | 0       | 0       | 0       | 0       | 0       | 0       | 0       | 0       | 0       | 0       | 0       | 0       | 0       | 0       | 0       | 0       | 0       | 0       | 0       | 0       | 0       | 0       |
| Burkina Faso                   | 27      | 27      | 20      | 17      | 18      | 13      | 12      | 1       | 15      | 15      | 0       | 0       | 0       | 0       | 0       | 0       | 0       | 0       | 0       | 0       | 0       | 0       | 0       | 0       | 0       | 1       | 0       | 0       | 0       | 0       | 0       | 0       | 0       |
| Kamerun                        | 86      | 69      | 21      | 3       | 20      | 21      | 17      | 10      | 54      | 32      | 27      | 14      | 32      | 33      | 17      | 3       | 15      | 7       | 13      | 24      | 16      | 15      | 7       | 6       | 7       | 6       | 6       | 5       | 7       | 17      | 2       | 11      | 7       |
| Zentralafrikanische Republik   | 308     | 197     | 362     | 262     | 368     | 676     | 492     | 730     | 1068    | 869     | 988     | 718     | 572     | 539     | 738     | 666     | 460     | 654     | 1194    | 1054    | 395     | 132     | 381     | 59      | 194     | 147     | 124     | 76      | 57      | 86      | 39      | 44      | 110     |
| Tschad                         | 20      | 221     | 149     | 65      | 214     | 315     | 178     | 122     | 134     | 187     | 153     | 138     | 715     | 222     | 483     | 190     | 276     | 97      | 196     | 510     | 232     | 276     | 197     | 195     | 95      | 67      | 53      | 28      | 12      | 16      | 17      | 15      | 18      |
| Kongo                          | 580     | 703     | 727     | 829     | 418     | 475     | 474     | 142     | 201     | 91      | 111     | 894     | 1005    | 717     | 873     | 398     | 300     | 189     | 182     | 87      | 87      | 61      | 39      | 20      | 21      | 36      | 18      | 15      | 24      | 17      | 15      | 18      | 10      |
| Elfenbeinküste                 | 365     | 349     | 456     | 260     | 206     | 326     | 240     | 185     | 121     | 104     | 188     | 92      | 97      | 68      | 74      | 42      | 29      | 13      | 14      | 8       | 8       | 10      | 9       | 7       | 6       | 3       | 0       | 3       | 2       | 1       | 0       | 1       | 0       |
| Demokratische Republik Kongo   | 7515    | 5825    | 7757    | 11384   | 19021   | 18182   | 19342   | 25094   | 26318   | 18684   | 16951   | 17300   | 13816   | 11459   | 10339   | 10249   | 8013    | 8155    | 7318    | 7178    | 5624    | 5590    | 5968    | 5647    | 3205    | 2351    | 1769    | 1110    | 660     | 604     | 395     | 425     | 516     |
| Äquatorialguinea               | 63      | 36      | 45      | 30      | 85      | 37      | 46      | 67      | 62      | 28      | 16      | 17      | 32      | 23      | 22      | 17      | 13      | 15      | 11      | 7       | 8       | 1       | 2       | 3       | 0       | 0       | 3       | 4       | 4       | 3       | 1       | 3       | 13      |
| Gabun                          | 80      | 45      | 33      | 80      | 61      | 20      | 32      | 11      | 6       | 38      | 45      | 30      | 26      | 26      | 49      | 53      | 31      | 30      | 24      | 14      | 22      | 17      | 9       | 17      | 10      | 9       | 10      | 9       | 16      | 8       | 11      | 18      | 21      |
| Ghana                          | 3       | 6       | 16      | 0       | 0       | 0       | 1       | 0       | 0       | 0       | 1       | 0       | 0       | 0       | 0       | 0       | 0       | 0       | 0       | 0       | 0       | 0       | 0       | 1       | 0       | 0       | 0       | 0       | 0       | 0       | 0       | 0       | 0       |
| Guinea                         | 52      | 29      | 24      | 27      | 26      | 33      | 38      | 88      | 99      | 68      | 52      | 72      | 132     | 130     | 95      | 94      | 48      | 69      | 90      | 79      | 68      | 57      | 70      | 78      | 33      | 29      | 107     | 140     | 74      | 69      | 36      | 28      | 30      |
| Mali                           | 0       | 0       | 0       | 27      | 17      | 11      | 0       | 0       | 0       | 0       | 0       | 0       | 0       | 0       | 0       | 0       | 0       | 0       | 0       | 0       | 0       | 0       | 0       | 0       | 0       | 0       | 0       | 0       | 0       | 0       | 0       | 0       | 0       |
| Nigeria                        | 24      | 0       | 0       | 0       | 0       | 0       | 0       | 0       | 0       | 27      | 14      | 14      | 26      | 31      | 10      | 21      | 3       | 0       | 0       | 0       | 2       | 3       | 2       | 0       | 0       | 0       | 1       | 0       | 0       | 0       | 0       | 0       | 0       |
| Südsudan                       | 67      | 58      | 28      | 62      | 69      | 56      | 157     | 737     | 1726    | 1312    | 1801    | 1919    | 3121    | 3061    | 1742    | 1853    | 789     | 469     | 623     | 373     | 199     | 272     | 317     | 117     | 63      | 45      | 17      | 12      | 17      | 11      | 15      | 10      | 30      |
| Togo                           | 2       | 0       | 0       | 0       | 0       | 3       | 0       | 0       | 0       | 0       | 0       | 0       | 0       | 0       | 0       | 0       | 0       | 0       | 0       | 0       | 0       | 0       | 0       | 0       | 0       | 0       | 0       | 0       | 0       | 0       | 0       | 0       | 0       |
| Uganda                         | 2066    | 1328    | 2042    | 1764    | 1469    | 1062    | 981     | 1123    | 971     | 1036    | 948     | 310     | 604     | 517     | 378     | 311     | 290     | 120     | 198     | 99      | 101     | 44      | 20      | 9       | 9       | 4       | 4       | 0       | 1       | 2       | 1       | 0       | 0       |
| Total                          | 12756   | 10987   | 14088   | 16607   | 23266   | 23671   | 28736   | 36585   | 37385   | 27862   | 25841   | 26095   | 23799   | 19941   | 17100   | 15624   | 11372   | 10466   | 10380   | 9680    | 6973    | 6632    | 7091    | 6228    | 3679    | 2733    | 2131    | 1420    | 953     | 864     | 565     | 747     | 799     |
| Trypanosoma brucei rhodesiense | 1990    | 1991    | 1992    | 1993    | 1994    | 1995    | 1996    | 1997    | 1998    | 1999    | 2000    | 2001    | 2002    | 2003    | 2004    | 2005    | 2006    | 2007    | 2008    | 2009    | 2010    | 2011    | 2012    | 2013    | 2014    | 2015    | 2016    | 2017    | 2018    | 2019    | 2020    | 2021    | 2022    |
| Äthiopien                      | No data | No data | No data | No data | No data | No data | No data | No data | No data | No data | No data | No data | No data | No data | No data | No data | No data | No data | No data | No data | No data | No data | No data | No data | No data | No data | No data | No data | No data | No data | No data | No data | 6       |
| Kenya                          | 91      | 8       | 4       | 2       | 1       | 0       | 2       | 5       | 14      | 22      | 15      | 10      | 11      | 0       | 0       | 0       | 1       | 0       | 0       | 1       | 0       | 0       | 2       | 0       | 0       | 0       | 0       | 0       | 0       | 0       | 0       | 0       | 0       |
| Malawi                         | 228     | 195     | 143     | 53      | 31      | 15      | 8       | 7       | 10      | 11      | 35      | 38      | 43      | 70      | 48      | 41      | 58      | 50      | 49      | 39      | 29      | 23      | 18      | 35      | 32      | 30      | 37      | 7       | 15      | 91      | 89      | 49      | 24      |
| Mosambik                       | 3       | 7       | 24      | 10      | 16      | No data | No data | No data | No data | No data | No data | No data | 1       | No data | 1       | No data | No data | No data | No data | No data | No data | No data | No data | No data | No data | No data | No data | No data | No data | No data | No data | No data | No data |
| Ruanda                         | No data | No data | No data | No data | No data | No data | No data | No data | No data | No data | No data | No data | No data | No data | No data | No data | No data | No data | No data | No data | No data | No data | No data | No data | No data | No data | 0       | 0       | 0       | 0       | 0       | 0       | 0       |
| Uganda                         | 1417    | 832     | 606     | 503     | 342     | 497     | 178     | 217     | 283     | 283     | 300     | 426     | 329     | 338     | 335     | 473     | 261     | 119     | 138     | 129     | 112     | 84      | 71      | 43      | 70      | 28      | 10      | 13      | 4       | 5       | 2       | 2       | 0       |
| United Republic of Tanzania    | 187     | 177     | 366     | 262     | 319     | 422     | 400     | 354     | 299     | 288     | 350     | 277     | 228     | 113     | 159     | 186     | 127     | 126     | 59      | 14      | 5       | 1       | 4       | 1       | 1       | 2       | 3       | 3       | 0       | 3       | 1       | 1       | 1       |
| Sambia                         | 7       | No data | 4       | 1       | 1       | 1       | 3       | No data | No data | 15      | 9       | 4       | 5       | 15      | 9       | 7       | 6       | 10      | 13      | 4       | 8       | 3       | 6       | 6       | 12      | 8       | 2       | 3       | 5       | 15      | 6       | 3       | 7       |
| Simbabwe                       | No data | No data | No data | No data | 1       | No data | No data | 9       | No data | No data | No data | No data | No data | No data | No data | 3       | No data | No data | 0       | 3       | 2       | 4       | 9       | 1       | 3       | 3       | 1       | 1       | 0       | 2       | 0       | 0       | 0       |
| Total                          | 1933    | 1219    | 1147    | 831     | 710     | 935     | 591     | 583     | 606     | 619     | 709     | 755     | 617     | 536     | 552     | 707     | 453     | 305     | 259     | 187     | 154     | 111     | 101     | 85      | 115     | 68      | 52      | 27      | 24      | 116     | 98      | 55      | 38      |

## Symptomatik
Der Krankheitsverlauf ist abhängig vom auslösenden Erreger. Bei Infektion mit Trypanosoma brucei gambiense ist der Krankheitsverlauf langsamer, bei Infektion mit Trypanosoma brucei rhodesiense in der Regel schneller und ausgeprägter.
Stadium I (Hämolymphatische Phase): Völlig symptomlos dringen die Trypanosomen bereits nach wenigen Stunden vom Blut in Parenchymzellen des Gehirns ein. In der ersten Woche nach der Infektion kann es an der Einstichstelle zu einer schmerzhaften Schwellung mit zentralem Bläschen, dem sog. Trypanosomenschanker kommen. Dieses Symptom tritt jedoch nur bei einem Teil der Infizierten (5–20 %) auf. 1–3 Wochen nach der Infektion beginnt die eigentliche Parasitämie, die von Fieber, Schüttelfrost, Kopf- und Gliederschmerzen, Ödemen, Juckreiz, Exanthem und Lymphknotenschwellung begleitet wird. Häufig tritt diese Lymphknotenschwellung an den hinteren Halslymphknoten oder am Nacken auf und wird dann als Winterbottom-Zeichen bezeichnet. Hinzu treten Anämie und Thrombozytopenie sowie erhöhte Immunglobulin-Spiegel.
Stadium II (Meningoenzephalitische Phase): Ca. 4–6 Monate nach Infektion (bei T. b. rhodesiense oft schon nach wenigen Wochen) zeigen sich die ersten Symptome des Eindringens in das Zentralnervensystem. Die Patienten leiden unter zunehmenden Verwirrungszuständen, Koordinations- und Schlafstörungen, Krampfanfällen, Apathie und Gewichtsverlust. Es können extrapyramidale Störungen oder ein Parkinson-Krankheit-ähnliches Krankheitsbild auftreten.
Im Endstadium fallen die Patienten in einen kontinuierlichen Dämmerzustand, der der Krankheit ihren Namen gegeben hat. Im Liquor cerebrospinalis ist eine Zellvermehrung (Pleozytose) nachweisbar. Nach einem Verlauf von Monaten bis Jahren endet die Krankheit tödlich.

## Immunantwort
Die Trypanosomen sind von Glykoproteinen, den so genannten „variable surface glycoproteins“ (VSGs) umgeben. Die VSGs werden von den Einzellern im Rahmen der Vermehrung ständig variiert, wodurch sie der Immunantwort des Wirts entgehen (Antigenvariation). Im Trypanosomen-Genom sind über 1000 verschiedene VSG-Gene codiert, die abwechselnd exprimiert werden. Das menschliche Immunsystem kann zwar Antikörper gegen die vorherrschenden Antigene produzieren, aber immer nur einen Teil der Erreger eliminieren, da bereits neue Varianten im Blutkreislauf zirkulieren.
Eine andere, von Wissenschaftlern der TU Darmstadt und des Max-Planck-Instituts für Dynamik und Selbstorganisation entdeckte Abwehrmethode ist die Aufnahme der Antikörper durch den Erreger mittels einer strömungsdynamischen Besonderheit. Die Trypanosomen bewegen sich im Blutkreislauf mit hoher Geschwindigkeit voran und lenken die Antikörper dabei an den hinteren Zellpol, wo diese durch Endozytose aufgenommen, abgebaut und somit ihrer Wirksamkeit beraubt werden.

## Diagnostik

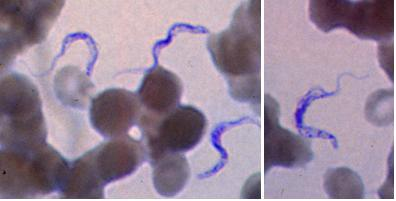
Giemsa-Färbung von Trypanosomia brucei unter dem Mikroskop

Im Stadium I werden die Erreger mikroskopisch im Blut („dicker Tropfen“), im Punktat des Schankers, im Knochenmarkaspirat oder mittels Lymphknotenbiopsie nachgewiesen.
Zum Ausschluss des Stadium II erfolgt bei Parasitennachweis zusätzlich eine Untersuchung des Liquor cerebrospinalis.
Als immundiagnostische Verfahren werden ELISA, IFT und PHA/IHA eingesetzt.
Besonders bei der T. b. gambiense im späten Stadium kann der Erregernachweis im Blut misslingen.

## Vorbeugung
Zurzeit ist weder eine medikamentöse Prophylaxe der Schlafkrankheit noch eine vorbeugende Impfung verfügbar. In der Mitte des letzten Jahrhunderts wurde Pentamidin, intramuskulär injiziert, erfolgreich als Prophylaxe eingesetzt. Diese war für mindestens sechs Monate effektiv (T. b. gambiense). Die heute einzig mögliche Vorbeugung besteht in der Vermeidung von Insektenstichen. Touristen sollten sich mit Repellents, Moskitonetzen und langärmeliger Kleidung schützen. Wichtig könnte auch das Tragen von heller Kleidung sein, da die Tsetsefliege besonders von blau und schwarz angezogen wird. Diese Maßnahmen sind jedoch nur bedingt erfolgreich, da Tsetsefliegen aggressiv vorgehen und schnell eine ungeschützte Stelle am Körper finden.

## Therapie
Aufgrund der Toxizität der verfügbaren Medikamente wird die Schlafkrankheit in den meisten Fällen stationär behandelt. Im Stadium II werden seit Beginn des 20. Jahrhunderts Arsenverbindungen eingesetzt, die ausgeprägte Nebenwirkungen auslösen. Die Letalität kann hier bis zu 10 % betragen.
- Stadium I: Gabe von Suramin (T. b. rhodesiense/gambiense) oder Pentamidin (T. b. gambiense). Beide Medikamente wirken nicht auf Erreger im Zentralnervensystem, da sie die Blut-Hirn-Schranke nicht überwinden.
- Stadium II: Gabe von Melarsoprol oder Eflornithin, früher auch Tryparsamid (T. b. gambiense). Beide Medikamente wirken gegen Erreger im zentralen Nervensystem, sind jedoch neurotoxisch.

Im November 2018 wurde in Europa ein Medikament mit dem Wirkstoff Fexinidazol zur Zulassung empfohlen, das als Tablette eingenommen werden kann und die Patienten in beiden Stadien innerhalb von zehn Tagen heilt. Der Wirkstoff wurde zuvor in Afrika an 750 Patienten erfolgreich getestet.

## Geschichte
Bereits im 14. Jahrhundert beschrieb Ibn Chaldūn die Symptome der Schlafkrankheit, an der um 1374 ein Sultan gestorben war. Im Jahr 1735 beobachtete John Atkins (1685–1757) die Schlafkrankheit in Guinea. David Bruce (1855–1931) erforschte als einer der Ersten die Epidemiologie der Krankheit in Afrika. Den Erreger (Trypanosoma gambiense) entdeckten 1901 R. M. Forde und J. E. Dutton. Um 1902 erkannte Aldo Castellani den Parasiten als Ursache der Schlafkrankheit.
Doch als gut erforscht konnte die Schlafkrankheit im Jahr 1902 nicht gelten, war doch ihre Erforschung, der Historikerin Sarah Ehlers zufolge, meist eher durch wissenschaftliche Neugier als durch das Drängen der Kolonialpolitik motiviert gewesen und die Krankheit als wenig verbreitet eingestuft worden. Doch gerade dies sollte sich eben zu dieser Zeit ändern, als sich die zuvor in Europa und großen Teilen Afrikas weitgehend unbekannte Krankheit mit einer enormen Geschwindigkeit ausbreitete. Ganze Landstriche wurden geradezu entvölkert und die Schlafkrankheit stieß hierbei reihenweise auf völlig überforderte Kolonialverwaltungen.
Auf Grundlage der Arbeiten von Harold Wolferstan Thomas und Anton Breinl erforschte Robert Koch die Wirkung von Atoxyl gegen die Erkrankung. Paul Ehrlich entwickelte daraus das Arsphenamin, das zuerst von Werner von Raven in Togo erprobt wurde. Als vorbeugendes Chemotherapeutikum wurde vor der Entdeckung der Antibiotika das arsenhaltige Medikament Stovarsolan verwendet.
Das erste effektiv wirksame Medikament gegen Schlafkrankheit ist das um 1920er bei Bayer entwickelte Suramin (Germanin, Bayer 205), dessen Entdeckung in Deutschland zur Zeit des Nationalsozialismus zu Propagandazwecken genutzt wurde.